# Jean-François Callet

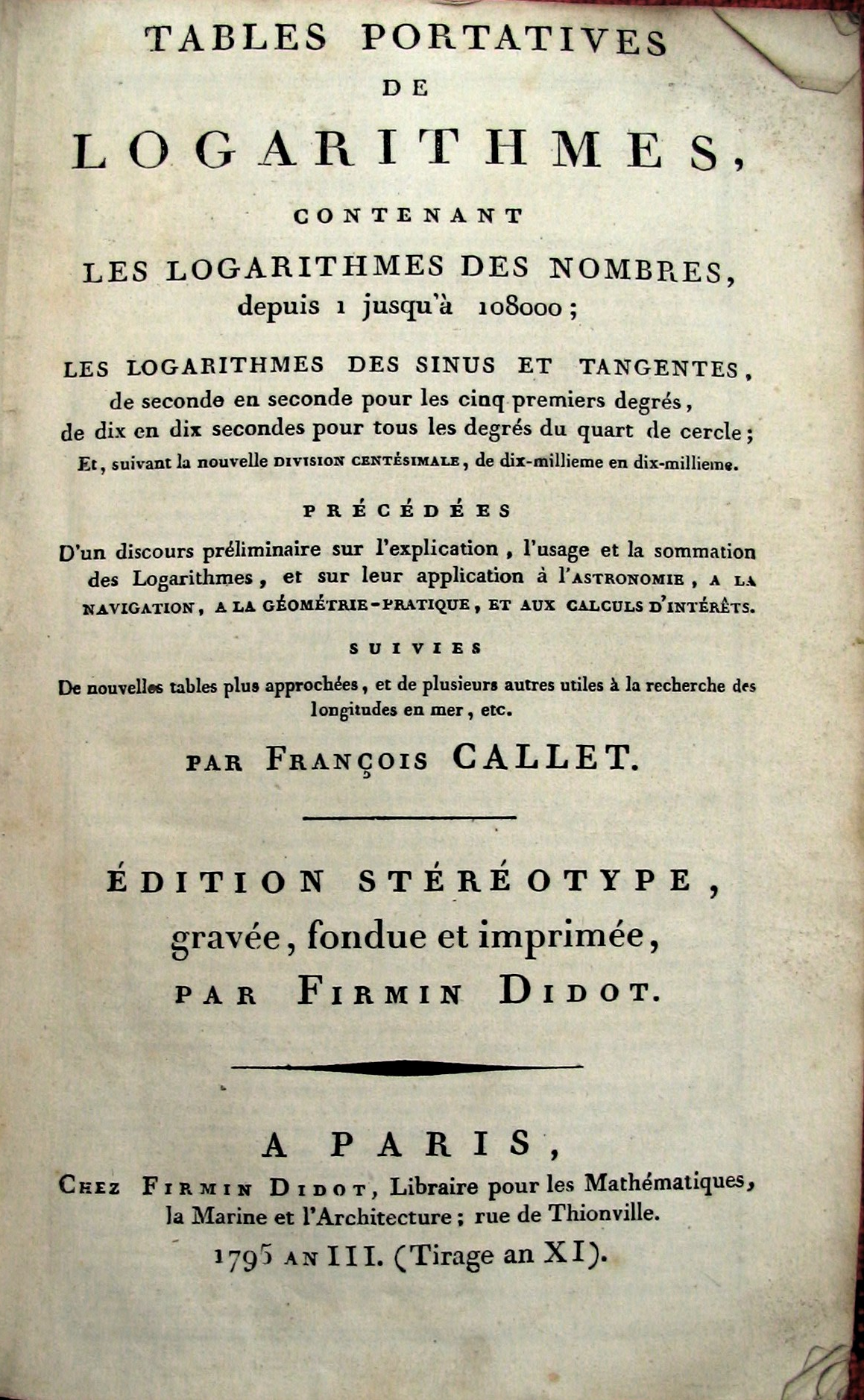
Jean-François Callets Logarithmentafeln von 1803

Jean-François Callet (* 1744 in Versailles; † 1799 in Paris) war ein französischer Mathematiker.

## Leben
Callet war Professor für Hydrographie am Dépôt de la Guerre. 1783 veröffentlichte er William Gardiners Logarithmentafeln und fügte 1795 die Logarithmen der Winkelfunktionswerte für die neue dezimale Kreisteilung hinzu. Diese Tafeln wurden von Firmin Didot mit dem Stereotypieverfahren gedruckt. 1857 erschien eine verbesserte Auflage von J. Dupuis.